# O Marginal (álbum)
O Marginal é o segundo álbum de estúdio da cantora brasileira Cássia Eller, lançado em julho de 1992.

## Histórico
O disco foi gravado de janeiro a abril de 1992, com produção de Wanderson Clayton e direção artística de Mayrton Bahia.
Segundo a cantora disse à MTV anos depois,[carece de fontes?] este disco foi confeccionado sem grandes preocupações comerciais. Nele estão registradas gravações com grande influência da chamada vanguarda paulista, com canções escritas por compositores como Itamar Assumpção e Arrigo Barnabé. Há ainda duas músicas compostas por Jimi Hendrix, de quem Cássia era admiradora.
Este disco é considerado o mais alternativo gravado pela cantora, tanto que foi o menos vendido de sua carreira. O resultado frustrante motivou um direcionamento mais radiofônico no lançamento seguinte, Cássia Eller.

## Faixas
| Faixas de O Marginal |                                        |                                                         |         |  |
| N.º                  | Título                                 | Compositor(es)                                          | Duração |  |
| 1.                   | "Caso Você Queira Saber"               | Beto Guedes, Márcio Borges                              | 4:03    |  |
| 2.                   | "Sonhei Que Viajava Com Você"          | Itamar Assumpção                                        | 3:52    |  |
| 3.                   | "Sensações"                            | Luiz Melodia                                            | 3:20    |  |
| 4.                   | "Teu Bem"                              | Arrigo Barnabé                                          | 2:34    |  |
| 5.                   | "Amnésia"                              | Luiz Melodia, Cláudio Lobato                            | 2:25    |  |
| 6.                   | "O Marginal"                           | Cássia Eller, Hermelino Neder, Luiz Pinheiro, Zé Marcos | 4:32    |  |
| 7.                   | "Eles"                                 | Cássia Eller, Tavinho Fialho, Luiz Pinheiro             | 4:06    |  |
| 8.                   | "Aquele Grandão"                       | Mário Manga, Leda Pasta                                 | 2:10    |  |
| 9.                   | "Bobagem"                              | Rita Lee, Lúcia Turnbull                                | 2:25    |  |
| 10.                  | "Comédia (Instrumental)"               | Tatá Spalla                                             | 2:24    |  |
| 11.                  | "Hear My Train a Coming"               | Jimi Hendrix                                            | 3:49    |  |
| 12.                  | "If Six Was Nine (ao vivo em Aracaju)" | Jimi Hendrix                                            | 7:55    |  |
| Duração total:       | Duração total:                         | Duração total:                                          | 43:37   |  |

## Músicos
- Cássia Eller — vocais
- Nelson Faria — guitarra
- Tavinho Fialho — baixo
- Élcio Cáfaro — bateria
- Zé Marcos — teclados

## Certificações
| País          | Certificação | Vendas |
| ------------- | ------------ | ------ |
| Brasil (ABPD) | —            | 40.000 |